# 地震度量

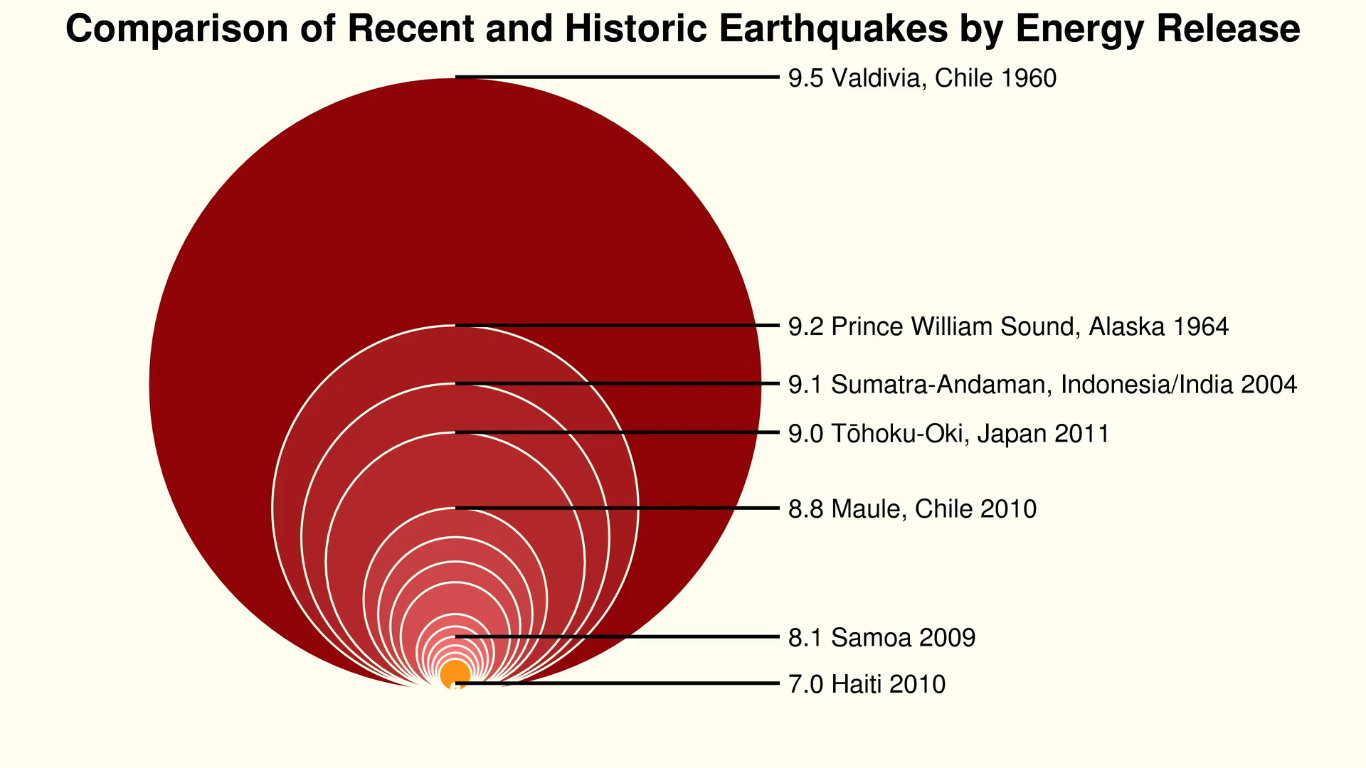
主要大地震的震級比較

地震度量是用来表征地震强弱的量度，是地震的基本参数之一，也是地震预报和其他有关地震学研究中的一个重要参数。
地震學家常用兩種形式不同，但重要程度一樣的地震度量來計算地震嚴重程度。震級度量是用來計算地震的力量或能量，而烈度度量則是用來計算在地表上某一點的震動強度。

## 发展历史

### 烈度度量
自从现代地震学形成以来，地震学家一直沿用地震烈度来度量地震的破坏后果和破坏程度。不过，人类能够利用地震计记录到的地震波形反演地震震源参数只有几十年而已。由于缺乏地震观测仪器，人类早期对地震的考察只能采用宏观调查的方式。1564年，意大利地图绘制者贾科莫·加斯塔尔第在地图上用各种颜色标注滨海阿尔卑斯地震影响和破坏程度不同的地区，这是地震烈度概念和烈度分布图的雏形。后人借鉴并改进了他的做法，规定了评定烈度的宏观破坏现象及烈度评定方法，称之为地震烈度表。但初期的烈度表常常是为了调查某一次地震事件用的，很简单也不统一。
17世纪和18世纪，烈度曾以四度划分。1810年出现了按照10度划分的烈度表。到了19世纪后期，意大利的罗西（M. S. de Rossi）和瑞士的福雷尔（F. A. Forel）在同一时期的研究结果很相似，于1883年联合发表了他们的烈度表，这是第一张有使用价值的地震烈度表，也是第一个得到广泛运用的罗西–福雷尔地震烈度表（R-F）。德国人西伯格（A. Sieberg）对该烈度表进行了补充和改进，并用坎卡尼绝对烈度表的数据，每度配以地震影响作用力，以加速度来表示，编织成当时最完备的12度烈度表，简称为西伯格地震烈度表。至1923年，形成了麦加利－坎卡尼－西伯格烈度表，简称为MCS烈度表。
世界各国大多根据实际情况对烈度表进行适当修改。1931年，美国人伍德（H. O. Wood）和纽曼（F. Newman）针对美国等实际情况，归纳了少量的典型宏观现象简化了描述，提出了修订麦加利地震烈度表。该烈度表经过修改，而后在美国等国家广泛使用。1952年，苏联地震学家梅德韦杰夫对MCS烈度表进行了改进，并采用弹性球面摆的最大相对位移作为烈度参考指标，编制了烈度表，于1953年采用。1964年，梅德韦杰夫又和德国人施蓬霍伊尔（W. Sponheuer）、捷克人卡尔尼克（V. Karnik）共同编制了梅德韦杰夫·施蓬霍伊尔·卡尔尼克地震烈度表，简称为MSK烈度表，后受到欧洲地震委员会推荐使用。日本和台湾都是直接采用地震动参数与烈度的定量关系，得到仪器烈度分布图，但兩者度量标准略有不同。中国大陆为了制定衡量建筑物破坏的量化参考指标，引入了震害指数这一概念。

### 震级度量
要求以一个统一的标度来度量地震大小，是现代地震学研究中的重要问题。无论是对地震灾害的评定、地震预测的研究，还是作为基础研究的地震震源参数测定，都应当有一个均一的标度来表述地震规模。1935年，美国地震学家查尔斯·弗朗西斯·里克特在研究南加州地震时提出了近震震级标度，也就是里氏地震强度表。近震震级的发明是受到了日本气象学家和达清夫的启发。在此之前，地震的强度只是被相对测量，也就是测量地壳在某地的振动强弱。虽然这种定义任意性较大，但使用起来却很方便。十年之后，即1945年，德国地震学家宾诺·古登堡提出了面波震级。对于较大的破坏性地震，几乎都是以面波震级标度来测定地震的大小。同年，古登堡又根据浅源地震的P波、PP波和S波引进了体波震级标度。
以上三种标度，实质上都属于里克特－古登堡震级系统，也就是里氏震级系统。其他震级标度都是以此为基础发展起来的。由于不同度量测量的方法不同，使用的仪器也不同，因此在地震台网的震级测定中，不同的震级之间一律不进行换算。但在地震活动性分析，特别是在地震预测研究中，通常使用经验公式将不同的震级换算成统一的一种震级。1967年，苏黎世举行的国际地震学和地球内部物理学（IASPEI）大会向全世界推荐了体波震级和面波震级的测定公式，后来许多国家和国际上的地震机构都采用了所推荐的公式。但由于历史原因，包括中国在内的有些国家直至现在也没有采用推荐公式，致使测定的面波震级比国际上的地震机构测定的震级系统偏高0.2级。
1977年，美国加州理工学院的地震学家金森博雄教授制定了矩震级度量。不过当时的矩震级度量并不完善，金森博雄定义的地震矩仅适用于Ms＞7.5巨大地震的大小。直至1979年，汉克斯等人把矩震级和地震矩的定标关系扩展至Ms＜7.5和ML≥3.0的地震。2004年，金森博雄等人在研究地震成核问题时，认为最小地震为MW＝-1，实际上是把矩震级和地震矩的定标关系进一步扩展至了微小地震。由于矩震级度量不会出现震级饱和现象，故被认为是一种适合快速测定大地震震级的方法。
有些地震度量会因运用范围不同而诞生或变化，如日本气象厅地震规模。1954年起，日本气象厅开始适用坪井公式进行震级计算。为了将计算范围拓展至震源深度超过60千米的地震，日本气象厅于1964年引入了胜又公式。为了计算连一起都测不出位移振幅的小震，日本气象厅还引入了采用高灵敏度速度型地震计垂直分量最大速度振幅的EMT公式。以1993年北海道西南近海地震为契机，为提升海啸警报发布效率，1994年至1995年，日本气象厅对被称为“海啸地震早期监测网”的地震观测网进行了调整，叫做“新地震观测网”。2001年，为了解决现有公式的适用范围有局限性的问题，日本气象厅设立了以东京大学阿部胜征教授为主席的气象厅震级研讨委员会，着重对监测网调整后地震计特性和场地特性所起的变化进行了详细调查。从2003年9月开始，日本气象厅开始使用新方法计算震级。

## 烈度度量
地震會以震級度量和烈度度量來衡量其嚴重程度，而這兩個術語很易被誤解為同一種度量衡。雖然震級度量和烈度度量並不相同，這些度量之間仍存在一定的關係。震級度量是計算地震間接釋放的能量，並通常會以阿拉伯數字顯示程度。而烈度度量則顯示地震的潛在能力，以及其到達地表時對人類、動物、植物、建築物和天然架構，如水體。烈度度量在個別國家和地區會以羅馬數字顯示其嚴重程度。理論上來說地震的嚴重程度能只以震級度量顯示，但在實際情況下，地震的嚴重程度須同時顯示烈度度量，因為地震會因不同因素影響其震度，例如震央的距離和地震地區的泥土質素。在建筑进行抗震设防时，一般是按照烈度来设防，而不是震级。

### 各國家和地区使用的烈度度量
| 烈度度量                                           | 使用国家或地区                     |
| -------------------------------------------------- | ---------------------------------- |
| 麦加利地震烈度表（MMI）                            | 美国、韩国、香港、澳门等           |
| 梅德韦杰夫·施蓬霍伊尔·卡尔尼克地震烈度表（MSK-64） | 印度、以色列、俄罗斯、哈萨克斯坦等 |
| 欧洲地震烈度表（EMS-98）                           | 欧盟                               |
| 中國地震烈度表（CSIS） （GB/T 17742-2020）         | 中华人民共和国、朝鲜               |
| 菲律宾火山地震研究所地震烈度表（PEIS）             | 菲律宾                             |
| 日本氣象廳震度等級 （JMA）                         | 日本                               |
| 交通部中央氣象署地震震度分級（CWASIS）             | 中華民國（台澎金马）               |

## 震級度量

### 黎克特制地震震級
近震震級，通稱黎克特制地震震級，以ML表示，是用來計算地震的力量或能量。通過計算地震波最大振幅的常用對數來測量出地震的強度。

### 面波震级
面波震级Ms是根据测量主要传播于地球表层的面波而制定的震级度量。

### 体波震级
体波震级mb是宾诺·古登堡于1945年提出的震级度量，根据远震的P波、PP波和S波进行测定。其中，体波震级又分为由短周期地震仪测定的体波震级mb和由中长周期地震仪测定的体波震级mB，有时也将体波震级写成m并称之为统一震级。

### 矩震級
矩震級以Mw表示。因為黎克特制地震震級有不少漏洞，因此地震學家托马斯·C·汉克斯和金森博雄於1977年推出了一個新的，擴充的度量，此度量稱為矩震級。矩震級是記錄地震強度的標度。矩震級能提供比黎克特制地震震級更精確的計算，尤其對大型地震作出極精準的計算。這是因為矩震級的概念源自物理學中的力矩，矩震級以力矩的原理找出地震大小、断层移動的幅度，以及其釋放出來的能量，因此精確度比黎克特制地震震級提升不少。

### 能量震级
能量震级常用Me表示。能量震级同其他地震规模一样，是用来表征地震强弱的量度。能量震级与明确定义的震源物理参数，即辐射的地震能量（Es）有关。地震以地震波形式辐射的能量主要集中在震源谱的拐角频率周围，因此能量震级比矩震级更适合用于描述地震的潜在破坏性。

### 持续时间震级
地震持续时间震级缩写为MD。用记录振动持续时间测定震级，比用最大振幅测定震级能更好地符合实际情况。例如，对于限幅不太明显的地震，用最大振幅法测得的震级显然偏小，而用振动持续时间来测量震级却是比较可靠的。

### 地幔波震级
地幔波震级常用Mm表示，同其他地震规模一样，都是用来表征地震强弱的量度。地幔波震级的概念最先由布龙（Brune）等学者于1967年左右引进至地震学中。